# Joe Girardi
Joseph Elliot Girardi (Peoria; Illinois; 14 de octubre de 1964) es un exreceptor estadounidense de las Grandes Ligas, fue mánager de los Miami Marlins, New York Yankees y Philadelphia Phillies.
Durante su carrera como jugador jugó para los Chicago Cubs, Colorado Rockies, New York Yankees y los Cardenales de San Luis. 
También fue entrenador de los Marlins de Florida en el 2006, donde fue nombrado Mánager del año de la Liga Nacional, también dirigió al equipo de los New York Yankees de 2008 al 2017.

## Primeros años

### Primeros años
Girardi nació en el este de Peoria, Illinois, asistió a la Escuela Central del Este de Peoria. Luego asistió a la Academia de Nuestra Señora (ahora fusionado con el Instituto Spalding para ser Peoria Notre Dame High School) en Peoria, Illinois. Ahí jugó como mariscal de campo del entrenador de fútbol americano Tommy Kahn y fue el receptor del equipo de béisbol entrenado por David Lang. Luego pasó a jugar al béisbol en la Universidad Northwestern en Evanston, Illinois, donde obtuvo una licenciatura en ciencias de ingeniería industrial, y fue iniciado en la fraternidad Alfa Tau Omega. En su primer año fue elegido presidente de esa fraternidad de la universidad.

## Carrera profesional

### Carrera como jugador
Si bien era un prospecto para los Cachorros de Chicago, jugó en 1988, para las Águilas del Zulia en la liga invernal de Venezuela. Comenzó su carrera como jugador en las Grandes Ligas en 1989 con los Cachorros de Chicago, permaneciendo con ellos hasta 1992. Fue llevado a los Rockies de Colorado en el draft de expansión antes de la temporada 1993. Girardi jugó para los Rockies, hasta 1995. Él fue traspasado en 1995 a los Yanquis de Nueva York por el lanzador Mike DeJean.
Girardi fue el cácher regular de los yankees desde 1996 hasta 1999, ganando tres anillos de Serie Mundial en 1996, 1998 y 1999. En 1996, Girardi capturó un no-hitter de Dwight Gooden, y en 1999, atajo el juego perfecto de David Cone. Cuando a los Yanquis fue promovido Jorge Posada, un joven receptor de 25 años, para servir como su refuerzo de seguridad, Girardi se desempeñó como mentor de Posada. El tiempo fraccionado de los dos receptores de los Yankees duro hasta el año 1999.
En el 2000, Girardi dejó a los Yankees y regresó a los Cachorros de Chicago, donde fue elegido ese mismo año para participar en el juego de las estrellas, su única aparición en el juego de las estrellas como jugador. Él jugó con los Cachorros en los años 2001 y 2002. En el 2003, jugó para los Cardenales de San Luis.
El 22 de junio de 2002, antes del juego de los Cachorros con los Cardenales de San Luis Darryl Kile fue encontrado muerto. Debido a la muerte, el juego televisado a nivel nacional fue cancelada por las Grandes Ligas. Girardi, hizo el anuncio de la cancelación del juego a los aficionados en el Wrigley Field, sin mencionar directamente la muerte de Kile. A las 2:37 p. m., hora del centro, dijo entre lágrimas a los aficionados, «le doy las gracias por su paciencia. Lamentamos informarles que a causa de una tragedia en la familia de Los Cardenales, el comisionado ha cancelado el partido de hoy. Por favor, sean respetuoso. Ustedes saben finalmente lo que ha sucedido, y le pido a ustedes decir una oración por la familia de los Cardenales de San Luis».

## Carrera de radiodifusión y coaching
Después de una temporada de entrenamiento de primavera con los Yankees en 2004, Girardi se retiró y se convirtió en un comentarista de YES Network,y fue en un programa orientado a la juventud llamado Kids on Deck donde abrió sus puertas al mundo de la radiodifusión. Recibió críticas positivas por sus habilidades como comentarista, y se le ofreció un papel más amplio en el año 2005 en la radiodifusión de los Yankees. Girardi, sin embargo, decidió convertirse en su lugar en un entrenador.
Girardi trabajo como comentarista de los juegos 3, 4 y 5 de la Serie Mundial del 2006 en Fox como parte de la red de trabajo que se llevaba a cabo antes del juego y la que venia después del partido, junto con el anfitrión Jeanne Zelasko y el analista Kevin Kennedy.
En la temporada del 2007, Joe Girardi llegó a un acuerdo con YES Network para volver a la cabina de transmisión de 60 juegos de la temporada, además de como analista de los Yankees, y coanfitrión de un nuevo espectáculo en la red, Detrás del Plato, con John Flaherty, también un ex receptor de los Yankees. Girardi también se desempeñó como comentarista para el stand N º 2 (Generalmente con Thom Brennaman) en la MLB por Fox.

### Carrera como entrenador
En 2005, tras rechazar una oferta para convertirse en el entrenador de banca de los Marlins de Florida con una garantía para convertirse en el entrenador del equipo en 2006 (que finalmente consiguió de todos modos), se convirtió en el entrenador de banca de los Yankees. Logró un juego durante una suspensión de Joe Torre, victoria contra los Reales de Kansas City. Girardi se mantuvo en ejercicio con el programa Kids on Deck en 2005, dando sus espectáculos antes de los Entrenamientos de primavera. YES promovió a Kids on Deck durante los partidos, enfocando con la cámara a Girardi sentado en el dugout durante las pausas en el juego.

## Carrera como Mánager

### Marlins de Florida (2006)
Después de la temporada regular del 2005, Girardi fue nombrado director de los Marlins de Florida, en sustitución partió el entrenador Jack McKeon.
Como entrenador por primera vez para los Marlins, Girardi guio al equipo en una afirmación sorprendente (terminando con un récord de 78-84) a pesar de que el equipo tenía la nómina más baja de la Major League Baseball, aproximadamente $ 14 millones para 2006, una nómina que fue inferior a la de varios jugadores de MLB. A pesar del éxito logrado Girardi en su primer año como entrenador, fue despedido casi a principios de agosto cuando se metió en una vocal (y visible) discusión con Jeffrey Loria dueño de los Marlins durante un juego. Según testigos y grabaciones de vídeo, el propietario de los Marlins fue dándole exclamaciones al árbitro principal Larry Vanover. Cuando el árbitro advirtió a Girardi sobre el acoso, Girardi y su entrenador de banca Gary Tuck fueron hacia donde estaba Loria y le dijeron que se detuviera. Loria tuvo que ser disuadido de despedir a Girardi inmediatamente después del partido. Los rumores dicen que Girardi utilizó malas palabras contra Loria, Pero hay gente que son escépticos respecto de esta acusación, porque Girardi nunca ha sido conocido por el uso de blasfemias. Los escépticos dicen que la acusación de blasfemia fue una campaña de desprestigio de la oficina de los Marlins con el fin de justificar el despido de Girardi.
El 3 de octubre de 2006, los Marlins anunciaron que habían despedido a Girardi. Girardi dijo sólo que apreciaba la oportunidad que le dieron de manejar el club, un movimiento que fue visto como clase a través de las Grandes Ligas y lo mantuvo en la parte superior de la lista de muchos equipos. Girardi fue pensado para ser uno de los principales candidatos para reemplazar a los Joe Torre de los Yankees después de la pérdida de los Yankees de la serie divisional en el 2006, pero Torre permaneció con los Yankees. Él era también un candidato para el puesto de entrenador de los Cachorros de Chicago para tener éxito y fue entrevistado para el cargo apenas días después de salir de los Marlins. Con su experiencia de juego en Chicago, era considerado un favorito para el puesto, incluso antes de que la temporada terminara. Sin embargo, los Cachorros de Chicago decidieron ir con el veterano Lou Piniella. Girardi poco después regresó a la cabina de transmisión para YES Network en 2007. A pesar del despido, Girardi, fue recompensado por sus logros con los Marlins en el 2006 con el premio de Entrenador del Año en la Liga Nacional.

### Yankees de Nueva York (2008-2017)

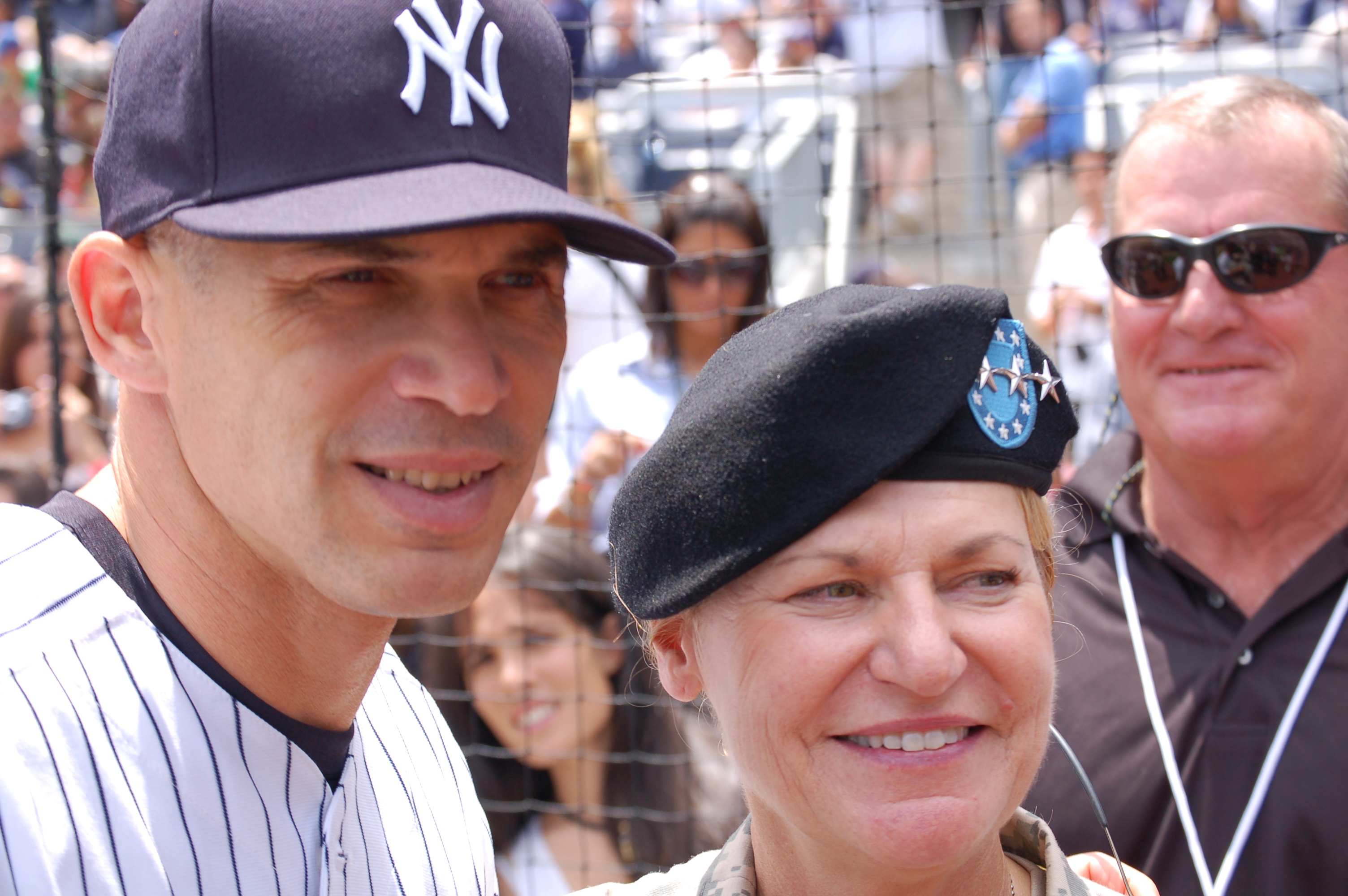
Joe Girardi con la General Ann E. Dunwoody durante el juego de los NY Yankees vs NY Mets el 14 de junio de 2009.

En junio de 2007, Girardi fue entrevistado para el cargo de entrenador de los Orioles (dejado vacante por el despido de Sam Perlozzo). En 21 de junio, el agente de Girardi informó a los medios informativos que Girardi estaría pensando en la oferta de los Orioles para convertirse en su próximo entrenador. Muchos opinaron que Girardi sería el siguiente entrenador Yankee. Cuando la posición de entrenador de los Yankees quedó vacante tras la temporada del 2007, los Yankees entrevistaron a Girardi, Tony Peña y Don Mattingly. Girardi fue informado de que él era la elección de los Yankees el 29 de octubre, y él aceptó oficialmente el acuerdo el 30 de octubre. Firmó un contrato de tres años, por un valor de unos 7,5 millones dólares.
Girardi eligió usar el número 27 para indicar su deseo de llevar a los Yankees a su serie mundial número 27. El 1 de abril de 2008, Girardi ganó su primer juego como entrenador de los Yankees, derrotando a los Azulejos de Toronto 3-2. El 2 de agosto de 2008, Girardi participó en su primera Old Timer's Day, el último jugado en el Yankee Stadium original. Girardi participó en la próxima Jornada Old Timers, el 19 de julio de 2009, la primera en el nuevo Yankee Stadium.
El primer año de Girardi como entrenador yankee fue recibido con decepción ya que era la primera vez desde 1993 que los Yankees no llegaron a la postemporada (la huelga de 1994 que cerrará la temporada llegó con los Yankees en el primer lugar en el Este de la Americana). En 2009, su segundo año como entrenador, lideró a los Yankees a ganar su 40.º banderín de la Liga Americana, con miras a su 27.º título de Serie Mundial (venciendo a los Filis de Filadelfia), su primer título de Serie Mundial como entrenador, y la primera de los Yankees desde el 2000. Antes de la temporada 2010, Girardi cambió su número a 28. Esto causó confusión con la recién adquisición del jardinero central Curtis Granderson, que utilizaba anteriormente el número 28 en su anterior equipo(Tigres de Detroit). Granderson acordó cambiar su número al 14.

### Récord como entrenador
|  | Campeonato de la Serie Mundial |
|  | Campeonato de la Liga          |
|  | Campeonato de la División      |

| Equipo                | Año       | Temporada regular | Temporada regular | Temporada regular | Temporada regular | PostTemporada | PostTemporada | PostTemporada | PostTemporada                       |
| Equipo                | Año       | Victorias         | Derrotas          | % Victorias       | Finalizó          | Victoria      | Derrota       | % Victorias   | Resultados                          |
| --------------------- | --------- | ----------------- | ----------------- | ----------------- | ----------------- | ------------- | ------------- | ------------- | ----------------------------------- |
| Marlins de Florida    | 2006      | 78                | 84                | .481              | 4.º en el Este LN | -             | -             | -             |                                     |
| FLA Total             | FLA Total | 78                | 84                | .481              | -                 | -             | -             | -             |                                     |
| New York Yankees      | 2008      | 89                | 73                | .549              | 3.º en el Este LA | -             | -             | -             |                                     |
| New York Yankees      | 2009      | 103               | 59                | .636              | 1.º en el Este LA | 11            | 4             | .733          | Ganó la Serie Mundial vs (PHI)      |
| New York Yankees      | 2010      | 95                | 67                | .586              | 2.º en el Este LA | 5             | 4             | .556          | Perdió Serie de Campeonato vs (TEX) |
| New York Yankees      | 2011      | 97                | 65                | .599              | 1.º en el Este LA | 2             | 3             | .400          | Perdió Serie Divisional vs (DET)    |
| New York Yankees      | 2012      | 95                | 67                | .586              | 1.º en el Este LA | 3             | 6             | .333          | Perdió Serie de Campeonato vs (DET) |
| New York Yankees      | 2013      | 85                | 77                | .525              | 3.º en el Este LA | -             | -             | -             |                                     |
| New York Yankees      | 2014      | 85                | 78                | .519              | 2.º en el Este LA | -             | -             | -             |                                     |
| New York Yankees      | 2015      | 87                | 75                | .537              | 2.º en el Este LA | 0             | 1             | .000          | Pierde Wild Card vs (HOU)           |
| New York Yankees      | 2016      | 84                | 78                | .519              | 4.º en el Este LA | -             | -             | -             |                                     |
| New York Yankees      | 2017      | 91                | 71                | .562              | 2.º en el Este LA | 7             | 6             | .538          | Pierde Serie de Campeonato vs (HOU) |
| NYY Total             | NYY Total | 910               | 710               | .562              | -                 | 28            | 24            | .538          | 1 Campeonato de la Serie Mundial    |
| Philadelphia Phillies | 2020      | 28                | 32                | .467              | 2.º en el Este NL | -             | -             | -             |                                     |
| PHI Total             | PHI Total | 28                | 32                | .467              | -                 | -             | -             | -             |                                     |
| Totals                | Totals    | 988               | 783               | .558              | -                 | 28            | 24            | .538          | 1 Campeonato de la Serie Mundial    |

- Totales actualizado hasta el 2020.

## Vida personal
Girardi está casado con Kimberly de Girardi, y tiene tres hijos, Serena, Dante, y Lena. Su padre es se llama Jerry Girardi y su madre Ángela. Es de ascendencia italiana. Vive en Purchase, Nueva York. Joe Girardi es un cristiano devoto.
Mientras conducía a casa después de ganar la Serie Mundial de 2009, Girardi se detuvo para ayudar a una víctima de un accidente de una parte peligrosa de la carretera. La policía dijo que él puso su vida en peligro al tratar de ayudar al conductor a que se había estrellado contra un muro. La mujer dijo que no tenía idea de quién era Giradi hasta que los agentes que respondieron lo nombraron. En una entrevista al día siguiente, dijo, «Creo que lo más importante es que, evidentemente, hay un montón de alegría en lo que hacemos, pero no podemos olvidar que hay otros seres humanos por fuera a los cuales podemos ayudar».
Girardi es también un conocido entusiasta de la salud y se ha prohibido los dulces como helados y refrescos.